# Blue Jeans (Céline-Lied)
Blue Jeans (englisch für ‚Blaue Jeans‘) ist ein Lied der deutschen Popsängerin und Rapperin Céline. Das Stück ist die zweite Singleauskopplung aus Céline’s erstem Extended Play Instinkt.

## Entstehung und Artwork
Blue Jeans wurde von Céline selbst – unter ihrem bürgerlichen Namen Céline Dorka – gemeinsam mit den Koautoren Jennifer Allendörfer (Suena), Luís-Florentino Cruz (Lucry), Karolina Schrader und Yanek Stärk (Kenay) geschrieben. Die Produktion erfolgte durch die Zusammenarbeit von Lucry und Suena. Das Mastering erfolgte unter der Leitung des Berliner Tontechnikers Lex Barkey.
Auf dem Frontcover der Single ist – neben Künstlernamen und Liedtitel – Céline, auf der Windschutzscheibe eines Autos sitzend, zu sehen. Sie trägt dabei ein Bucket Hat, einen kurzärmligen Blazer und eine kurze Hose, die allesamt gleichfarbig kariert sind sowie eine Sonnenbrille, ein Top, hochgezogene Nike-Socken und Plateausportschuhe, die allesamt weiß sind. Darüber hinaus trägt sie eine goldene Halskette sowie ein goldenes Armband um ihr linkes Handgelenk. Die Fotografie entstand beim Musikvideodreh zu Blue Jeans, bei dem Céline das Outfit auch in einer Szene trägt. Das Artwork stammt von dieserbobby und Ivan.

## Veröffentlichung und Promotion
Die Erstveröffentlichung von Blue Jeans erfolgte als Download und Streaming am 24. Juli 2020. Die Veröffentlichung erfolgte als Einzeltrack durch die Musiklabels A Million, BTGS und Groove Attack. Verlegt wurde das Lied durch Beatgees Publishing sowie BMG Rights Management. Am 16. Oktober 2020 erschien das Stück auf Céline’s erstem Extended Play Instinkt.
Um das Lied zu bewerben, lud Céline am 2. Juli 2020 erstmals ein Screenshot aus dem dazugehörigen Musikvideo auf ihren sozialen Medien hoch. Im Laufe des Monats Juli 2020 veröffentlichte sie weitere Screenshots mit Textzeilen aus dem Lied. Am 20. November 2020 trat sie mit Blue Jeans während der Verleihung der 1 Live Krone auf.

## Inhalt
| „Grüne Blüten in der Blue Jeans, lila für die Miete (ja, ja). Für Mama rote Rosen, wegen all den gelben Briefen. Bunte Scheine in der Blue Jeans, nicht mehr in der Miese. Am Auto schwarze Scheiben und kein blaues Licht im Spiegel.“ – Refrain, Originalauszug | Der Liedtext zu Blue Jeans ist, anders als es der englischsprachige Titel vermuten lässt, in deutscher Sprache verfasst. „Blue Jeans“ bedeutet ins Deutsche übersetzt so viel wie „Blaue Jeans“. Die Musik und der Text wurden gemeinsam von Céline, Kenay, Lucry, Karolina Schrader und Suena geschrieben beziehungsweise komponiert. Musikalisch bewegt sich das Lied im Bereich des deutschen Hip-Hops und Raps. Das Tempo beträgt 120 Schläge pro Minute. Die Tonart ist as-Moll. Inhaltlich beschreibt sie in der ersten Strophe ihre Eltern und ihre Beziehung zu ihnen, in der zweiten Strophe sowie im Refrain ihr Leben nach dem kommerziellen Durchbruch. Aufgebaut ist das Lied auf einem Intro, zwei Strophen sowie einem Refrain. Das Lied beginnt mit dem Intro, das sich lediglich aus dem sich wiederholenden Ausruf „Ai-ai-ai-ai-ai, ja“ zusammensetzt. Der Ausruf wiederholt sich insgesamt dreimal. Der erste stammt von Céline selbst, der zweite von Lucry und der dritte von Suena. Auf das Intro folgt zunächst erstmals der Refrain, ehe die erste Strophe des Stücks folgt. Auf die erste Strophe folgt erneut der Refrain, der sich hierbei wiederholt. Der gleiche Vorgang wiederholt sich mit der zweiten Strophe, wobei das Lied nach dem sich erneut wiederholenden Refrain endet. Im Liedtext finden sich viele Anglizismen wie „Blue Jeans“, „Cash“ (englisch für ‚Geld‘), „Kiddies“ (englisch für ‚Kinder‘), „Millies“ (englisch für ‚Millionen‘), „City“ (englisch für ‚Stadt‘) oder auch „Broke“ (englisch für ‚pleite‘) wieder. |

## Musikvideo
Das Musikvideo zu Blue Jeans feierte am 23. Juli 2020 um 23:59 Uhr seine Premiere auf YouTube. Einen ersten Screenshot veröffentlichte sie bereits am 2. Juli 2020 auf ihren sozialen Medien. Das Video zeigt Céline, die das Lied in unterschiedlichen Situationen singt. In einer Szene sieht man sie unter anderem mit Straßenkleidung in einem Planschbecken, auf dem Gelände einer Autowerkstatt. Eine weitere Szene zeigt sie beim Zeitvertreib vor und in einem Motel. In der dritten Szene ist sie bei einem Fototermin zu sehen. Darüber hinaus gibt es zwei verschiedene Szenen, in der Céline mit ihrem Freundeskreis abhängt. In einer der Szenen spielen sie Monopoly und feiern, in einer anderen feiern sie im Freien und veranstalten Beschleunigungsrennen. Die Gesamtlänge des Videos beträgt 3:12 Minuten. Regie führten Hely Doan und Traviez the Director. Bis heute zählt das Musikvideo über 600 Tausend Aufrufe bei YouTube (Stand: Juli 2020).

## Mitwirkende
| Liedproduktion - Jennifer Allendörfer (Suena): Begleitgesang, Komponist, Liedtexter, Musikproduzent - Lex Barkey: Mastering - Luís-Florentino Cruz (Lucry): Begleitgesang, Komponist, Liedtexter, Musikproduzent - Céline Dorka: Gesang, Komponist, Liedtexter, Rap - Karolina Schrader: Komponist, Liedtexter - Yanek Stärk (Kenay): Komponist, Liedtexter Unternehmen - A Million: Musiklabel - Beatgees Publishing: Verlag - BTGS: Musiklabel - BMG Rights Management: Verlag - Cloud95: Filmproduzent (Musikvideo) - Groove Attack: Musiklabel | Covergestaltung - dieserbobby: Artwork - Ivan: Artwork Musikvideo - Hanke Brothers: Kameraassistent, Kameramann - Hely Doan: Friseur, Kreativdirektor, Regisseur, Schminke - Lennart Fränkel: Colorist - Linh Le: Produktionsassistent - Vanessa Ross: Friseur-Assistenz, Schminke-Assistenz - Erik Schmunck: Produktionsassistent - Philip Schröter: Oberbeleuchter - Traviez the Director: Regisseur - Vadim: Beleuchter |

## Charts und Chartplatzierungen
Blue Jeans erreichte in Deutschland Position 39 der Singlecharts und konnte sich insgesamt zwei Wochen in den Charts platzieren. In den deutschen Midweekcharts der ersten Verkaufswoche erreichte die Single noch Rang 36. In den deutschen Streamingcharts platzierte sich die Single auf Rang 40. Des Weiteren konnte sich die Single ein Tag in den deutschen iTunes-Tagesauswertungen platzieren und erreichte dabei Rang 93 am 24. Juli 2020, dem Tag seiner Veröffentlichung.
Für Céline als Autorin und Interpretin ist Blue Jeans der vierte Charterfolg in den deutschen Singlecharts. Lucry erreichte hiermit zum 15. Mal die deutschen Singlecharts als Produzent sowie zum elften mal in seiner Autorentätigkeit. Für Suena ist es der fünfte Charterfolg in Deutschland als Produzentin sowie nach Matrix (Apache 207) und Fame (Apache 207) der dritte als Autorin. Kenay erreichte in seiner Autorentätigkeit mit Blue Jeans nach Tränen aus Kajal (Céline) zum zweiten Mal die deutschen Singlecharts. Für Schrader ist dies ebenfalls der zweite Autorenbeitrag in den deutschen Charts, er erreichte zuvor bereits mit Meine 3 Minuten (Freschta Akbarzada feat. Sido) die Charts.